# Юпко, Лев Дмитриевич
Лев Дмитриевич Юпко (1911 — 1993) — советский инженер-металлург, директор Запорожского металлургического завода им. Орджоникидзе «Запорожсталь».

## Биография
Родился 25 октября 1911 года в городе Краматорске ныне Донецкой области Украины. Украинец.
В 1925 году начал трудовую деятельность на Краматорском металлургическом заводе, сначала был учеником обмотчика, затем обмотчиком. Учился в Московской горной академии, после ее разделения в 1930 г. на шесть вузов в 1932 году окончил Московский институт стали и сплавов, получил специальность «инженер-металлург».
В 1933—1938 годах работал на Коммунарском, Енакиевском, Мариупольском, Краматорском металлургических заводах в должностях начальника смены доменных цехов. В 1938—1939 годах — начальник доменного цеха завода «Азовсталь» (город Мариуполь).
С 1939 года работал на Магнитогорском металлургическом комбинате заместителем начальника доменного цеха, затем начальником цеха. В годы Великой Отечественной войны продолжал работать на предприятиях чёрной металлургии. До 1943 года — в Магнитогорске. В 1943—1944 годах был главным инженером Саткинского металлургического завода (город Сатка Челябинской области).
В 1944 году был направлен туда на восстановление предприятий металлургии освобожденных территорий. С 1944 года и первые послевоенные годы — главный инженер Коммунарского (ныне Алчевского) металлургического завода в Ворошиловградской области.
В 1956 году назначен директором завода «Запорожсталь». Руководил предприятием более 25 лет, до 1982 года.
Член КПСС. Делегат XXV съезда КПСС. Был депутатом Верховного Совета Украинской ССР.
Любил футбол, болел за запорожскую футбольную команду «Металлург».
Жил в городе Запорожье. Скончался 10 января 1993 года.

## Награды
- Указом Президиума Верховного Совета СССР от 19 июля 1958 года за выдающиеся успехи, достигнутые в деле развития чёрной металлургии, Юпко Льву Дмитриевичу присвоено звание Героя Социалистического Труда с вручением ордена Ленина и золотой медали «Серп и Молот».
- Награждён тремя орденами Ленина, орденом Октябрьской Революции, двумя орденами Трудового Красного Знамени, медалями.
- Лауреат Ленинской премии (1960; за разработку и внедрение в доменные процессы природного газа), Государственной премии СССР (1979).